# Anceriz
Anceriz, gelegentlich auch Anseriz, ist ein Ort und eine ehemalige Gemeinde in Portugal.

## Geschichte
Der Ortsname ist vermutlich gotischen Ursprungs. Erstmals offiziell dokumentiert wurde Anceriz mit seiner Erwähnung in einer Schenkungsurkunde von 1185, als das Gebiet an Pedro Afonso Viegas (Enkel des Egas Moniz) und dessen Frau Urraca Afonso (uneheliche Tochter des ersten Königs Portugals, D. Afonso Henriques) kam.
Anceriz gehörte zum Kreis Santa Maria de Avô, der laut den Registern von 1258 dem König direkt unterstand. Später gab der König das Gebiet an die Bischöfe von Coimbra.
Mit der Auflösung des Kreises Avô im Jahr 1855 kam Anceriz zum Kreis Arganil.
Im Zuge der Verwaltungsreform 2013 wurde die Gemeinde Anceriz aufgelöst und mit Vila Cova de Alva zusammengefasst.

## Verwaltung
Anceriz war Sitz einer gleichnamigen Gemeinde (Freguesia) im Kreis (Concelho) von Arganil im Distrikt Coimbra. In der Gemeinde lebten 146 Einwohner auf einer Fläche von 4,23 km² (Stand 30. Juni 2011).
Die Gemeinde bestand nur aus dem namensgebenden Ort.
Im Zuge der Gebietsreform vom 29. September 2013 wurden die Gemeinden Anceriz und Vila Cova de Alva zur neuen Gemeinde União das Freguesias de Vila Cova de Alva e Anseriz zusammengefasst. Vila Cova de Alva wurde Sitz der Gemeinde.